# Mrganush
Mrganush är en ort i Armenien. Den ligger i provinsen Ararat, i den centrala delen av landet, 17 kilometer söder om huvudstaden Jerevan. Mrganush ligger 908 meter över havet och antalet invånare är 1 032.
Terrängen runt Mrganush är platt åt sydväst, men åt nordost är den kuperad. Runt Mrganush är det ganska tätbefolkat, med 155 invånare per kvadratkilometer.. Närmaste större samhälle är Jerevan, 17,4 kilometer norr om Mrganush.
Trakten runt Mrganush består i huvudsak av gräsmarker.